# Amtocephale gobiensis
Amtocephale gobiensis (griego "cabeza de Amtgai del Gobi") es la única especie conocida del género extinto Amtocephale de dinosaurio marginocéfalo paquicefalosáurido que vivió a finales del período Cretácico Superior durante el Cenomaniense y el Santoniense hace  aproximadamente 85 millones de años, en lo que es hoy Asia. Fue descubierto en los depósitos fósiles del sur del desierto de Gobi, en Mongolia. Amtocephale es conocido a partir del holotipo MPC-D 100/1203, un domo frontoparietal casi completo. Fue extraído de la formación Baynshire en la localidad de Amtgai. Amtocephale fue nombrado por Mahito Watabe, Khishigjaw Tsogtbaatar y Robert M. Sullivan en el año de 2011 y la especie tipo es Amtocephale gobiensis.
Amtocephale posee un domo frontoparietal, formado por una fusión de los huesos frontales en la parte anterior y los parietales en la posterior de la cabeza, tenía una longitud de 53.2 milímetros y un grosor máximo de diecinueve milímetros. La contribución a la longitud del domo de la sección del hueso parietal es excepcionalmente grande, con una sección abarcando el 41% del mismo. Amtocephale fue asignado a la familia Pachycephalosauridae y quizás es el más antiguo paquicefalosáurido conocido, dependiendo de la edad exacta de la formación geológica.